# Valerius Romulus
Valerius Romulus (ur. 292–295, zm. 309) – najstarszy syn cesarza Maksencjusza i Valerii Maximilli (córki cesarza Galeriusza).
W 308 i 309 razem ze swoim ojcem sprawował urząd konsula. Został pochowany w grobie przy Via Appia. Po śmierci został ogłoszony bogiem i otrzymał przydomek divus, a jego ojciec poświęcił mu świątynię Divus Romulus na Forum Romanum.